# Dynamene bicolor
Dynamene bicolor là một loài chân đều trong họ Sphaeromatidae. Loài này được Rathke miêu tả khoa học năm 1837.